# Kipnugget

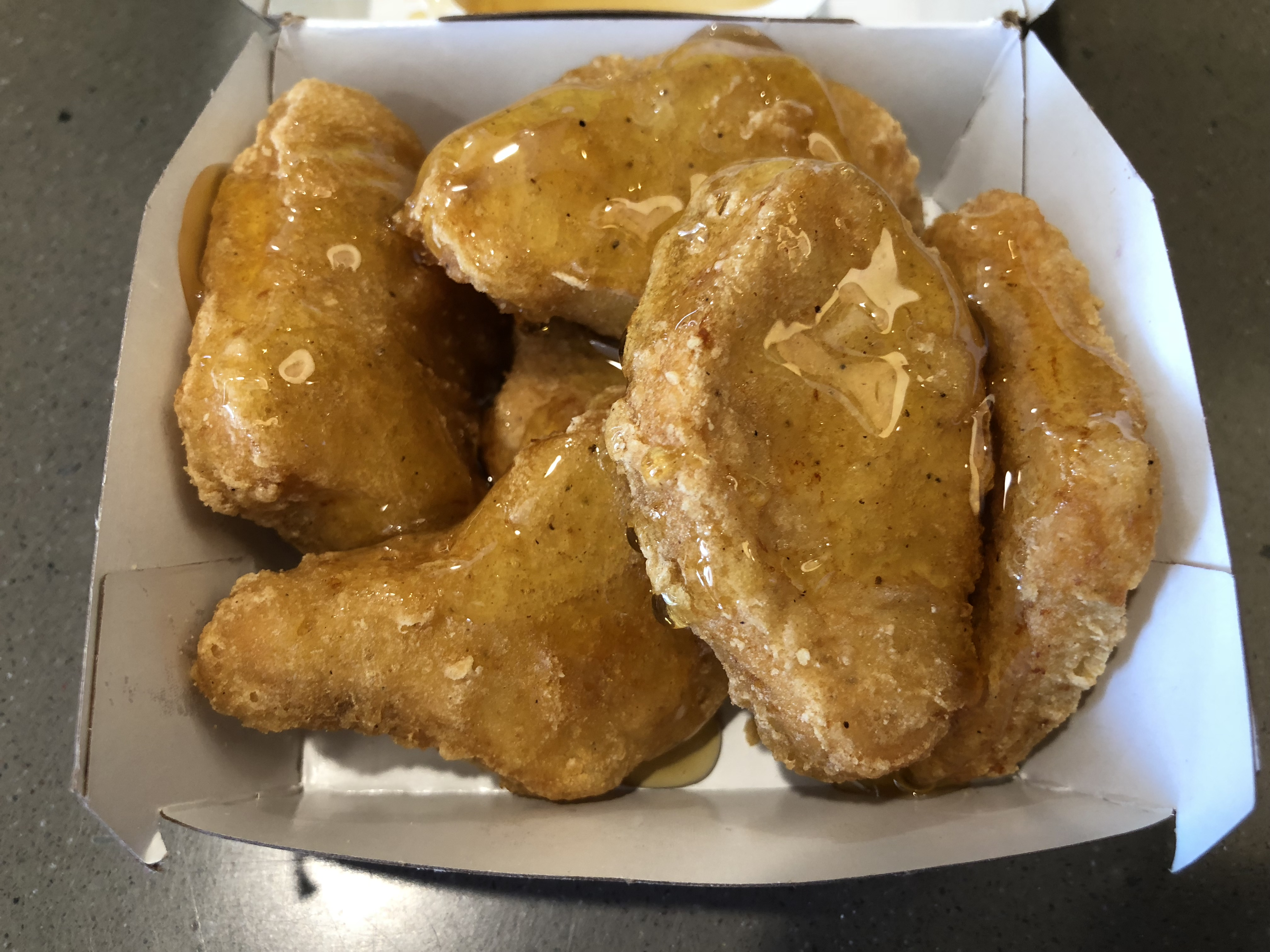
Kipnuggets, bedekt met honing

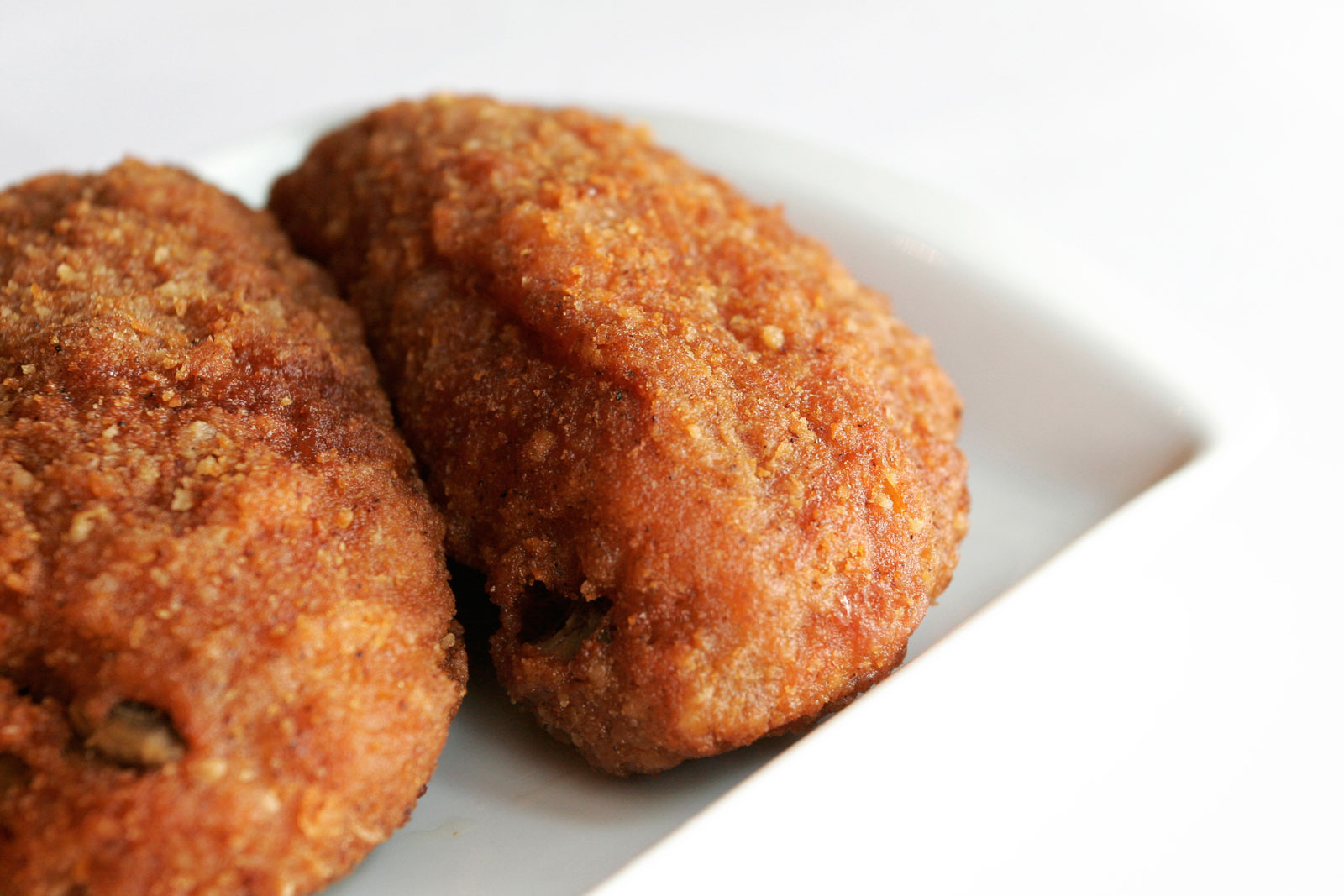
Kipnuggets

De kipnugget (Engels: Chicken Nugget) is een fastfood-snack. Een kipnugget is samengesteld uit een pasta van fijn gemarineerd kippenvlees en kippenhuid die wordt gehuld in beslag of broodkruimels voordat hij wordt bereid. Fastfoodrestaurants frituren kipnuggets meestal in olie. Kipnuggets bakken in de oven is thuis de gebruikelijke wijze van bereiden.
De kipnugget werd uitgevonden in de jaren 1950 door Robert C. Baker, hoogleraar levensmiddelentechnologie aan de Cornell-universiteit in de staat New York. Bakers innovatie maakte het mogelijk om kipnuggets te creëren in elke vorm.
Het woord kipnugget is een combinatie van de woorden 'kip' en het Engelse woord nugget, dat 'klomp' betekent (als in goudklomp). De combinatie van woorden is gaandeweg vernederlandst.